# The Clown (film 1916)
The Clown è un film muto del 1916 diretto da William C. deMille e interpretato da Victor Moore, Thomas Meighan, Florence Dagmar, Ernest Joy.

## Trama
Millicent, che aspetta un bambino da Dick, un cercatore d'oro, cerca di suicidarsi quando le giunge la notizia della morte del fidanzato. Viene salvata da Piffle, il clown, che, innamorato di lei, si offre di sposarla per dare un nome al bambino. Dopo le nozze, però, riappare Dick che, venendo a sapere del matrimonio, non ha nessuna spiegazione con Millicent e preferisce dedicarsi agli affari, vendendo azioni della sua miniera. Ben presto, scopre una ricca vena d'oro e, cerca di ricomprare le azioni cedute: le recupera quasi tutte, tranne quelle comperata da Piffle, il clown, diventato uomo d'affari e banchiere di successo. Quando si reca a casa dell'uomo, vi incontra Millicent che gli spiega il motivo di quel matrimonio che adesso la lega all'ex clown. Dall'altra stanza, Piffle ascolta i due: rendendosi conto che non hanno mai smesso di amarsi, ritorna al circo, lasciando Millicent libera di tornare con Dick.

## Produzione
Il film fu prodotto dalla Jesse L. Lasky Feature Play Company.

## Distribuzione
Il copyright del film, richiesto dalla Jesse L. Lasky Feature Play Co., fu registrato il 27 maggio 1916 con il numero LP8371.
Distribuito dalla Paramount Pictures e dalla Famous Players-Lasky Corporation, il film uscì nelle sale cinematografiche statunitensi il 19 giugno 1916. Fu rieditato nel 1919, distribuito il 20 luglio.
Non si conoscono copie ancora esistenti della pellicola che viene considerata presumibilmente perduta.

### Critica
"Le scene nel circo erano di un incantevole realismo, con qualche occasionale tocco di autentico pathos e un paio di situazioni non prive di forza drammatica. Preso però nel suo insieme, questo film è senza dubbio al di sotto del solito elevato standard delle produzioni Lasky".

W. Stephen Bush, Moving Picture World, 1 luglio 1916